# 북아일랜드 의회 (1921년)

북아일랜드의 문장(紋章) (1924년~1972년)

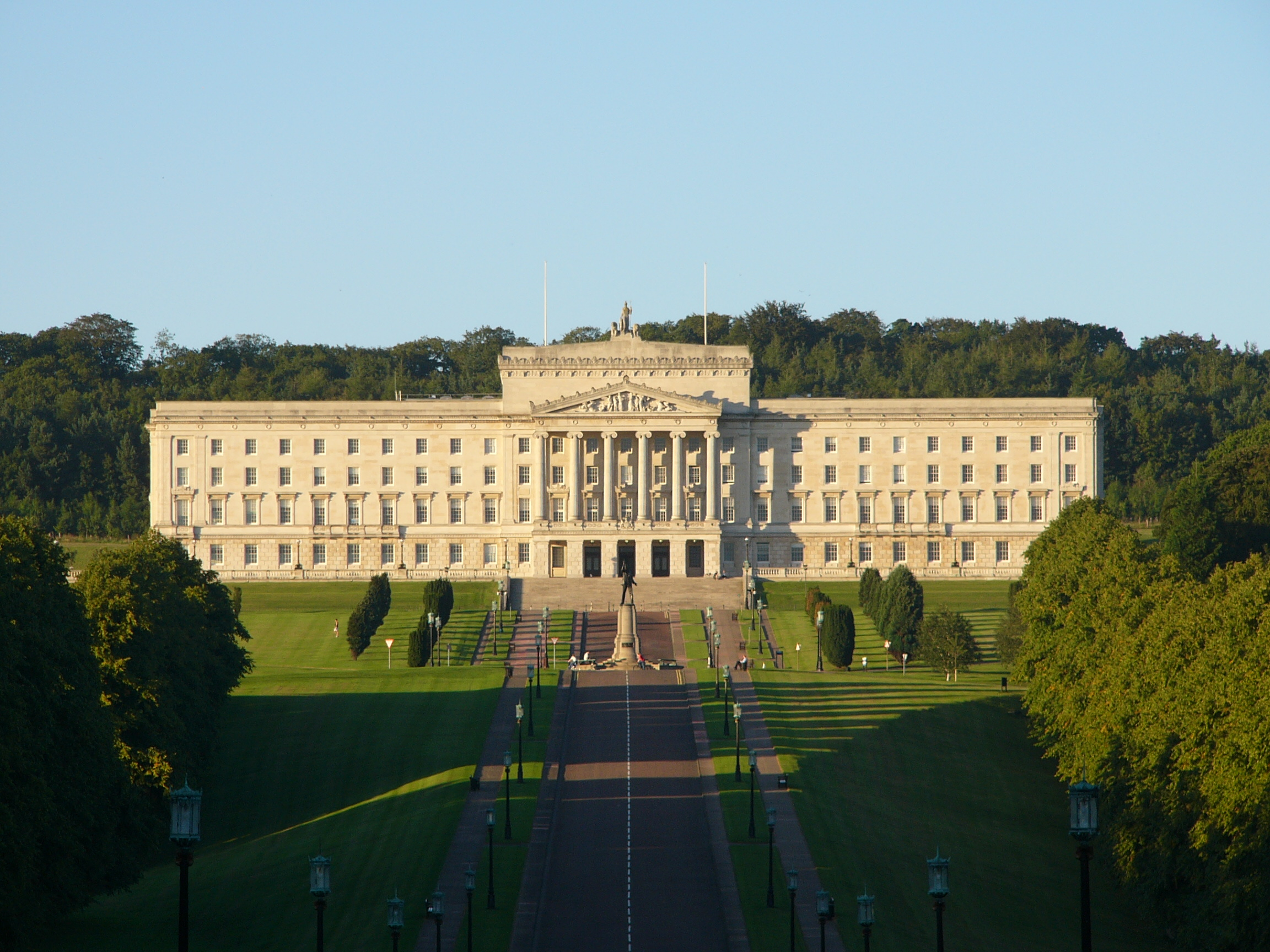
신구(新舊) 북아일랜드 의회의 의사당, 벨파스트 스토어먼트

북아일랜드 의회(北~ 議會, 영어: Parliament of Northern Ireland)는 1921년 6월 7일부터 1972년 3월 30일까지 존재했던 북아일랜드의 자치의회이다. 북아일랜드 분쟁의 격화로 직할통치에 들어가면서 폐지되었다.
상원(Senate)과 서민원(House of Commons)으로 이루어진 양원제를 채택하였다. 1998년 부활된 신(新) 북아일랜드 의회(Northern Ireland Assembly)는 단원제이다.

## 서민원
정원은 52명이었다. 48명은 지역구에서 선출되었으며, 4명은 퀸즈 대학교 벨파스트 대학 선거구에서 선출되었다. 1969년에 대학 선거구가 폐지되어 대신 지역구 의원으로 바뀌었다.

## 상원
정원은 26명이었다. 그 중 24명은 서민원에 의해 간접선출되었으며, 12명씩 번갈아 선출되었다. 나머지 2명은 벨파스트 시장과 런던데리 시장이 겸임하였다.

## 같이 보기
- 북아일랜드 의회